# Ernest Burkhart
Ernest Burkhart (Greenville, 11 de setembro de 1892 – Cleveland, 1 de dezembro de 1986) foi um assassino estadunidense que participou dos assassinatos dos indígenas osage como membro da quadrilha criminosa de seu tio William King Hale. Ele foi condenado pelo assassinato de Anna Brown em 1926 e sentenciado à prisão perpétua. Burkhart recebeu liberdade condicional em 1937, mas foi enviado de volta à prisão por roubar a casa de sua ex-cunhada em 1940. Depois de receber liberdade condicional pela última vez em 1959, o governador de Oklahoma, Henry Bellmon, perdoou Burkhart em 1965 ou 1966 por seu papel nos assassinatos dos osage.

## Juventude
Ernest Burkhart nasceu em 11 de setembro de 1892, filho de um pobre produtor de algodão em Greenville, Texas. Ele era sobrinho de William King Hale. Em 1912, aos dezenove anos, Burkhart mudou-se para a fazenda de seu tio em Fairfax, no condado de Osage, em busca de fortuna após a descoberta de petróleo na região. Cinco anos depois, em 1917, ele se casou com uma mulher osage chamada Mollie Kyle. Burkhart mais tarde planejou matá-la para herdar os direitos de propriedade e o dinheiro do petróleo da família Kyle, que valia US$ 7 milhões na época (US$ 160 milhões em 2022).
Burkhart teve três filhos com Kyle: Elizabeth (n. 1918), James "Cowboy" (1920 – 1990) e Anna (1922 – 1926).

## Assassinatos

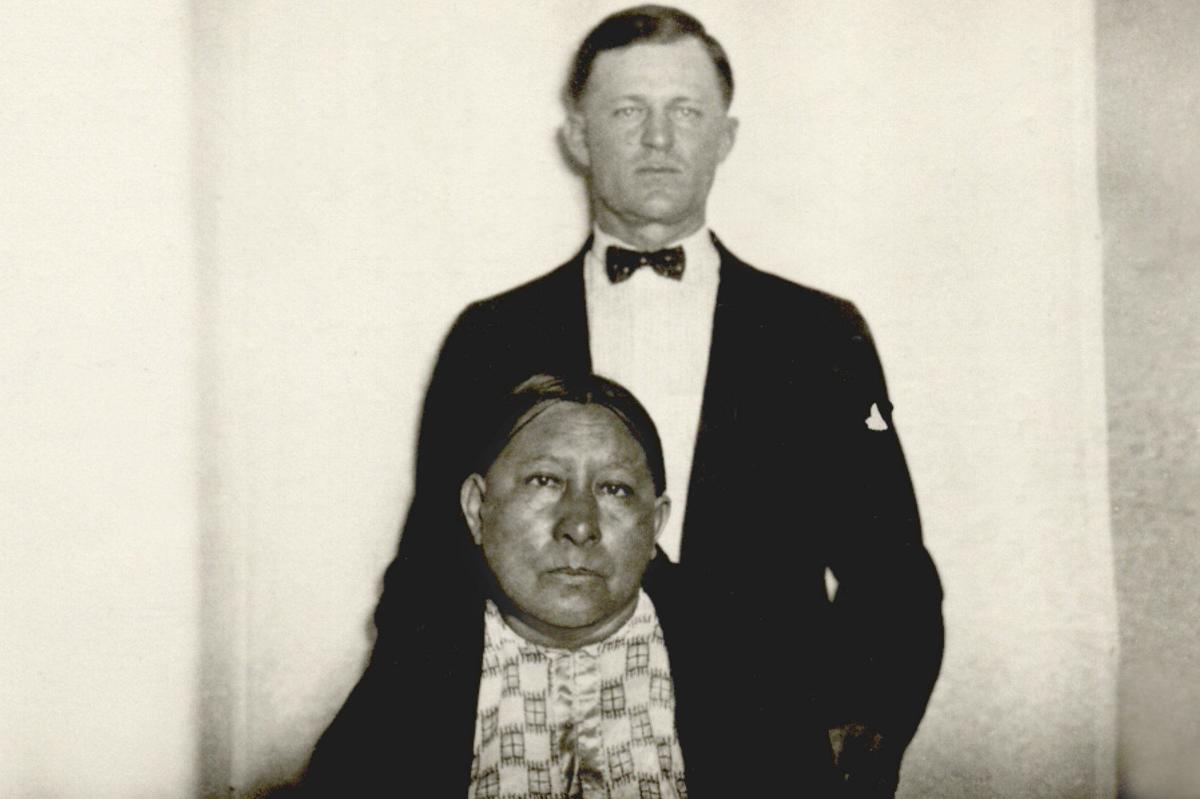
Burkhart e sua esposa Mollie Kyle em 1917

Hale e seus sobrinhos Ernest e Bryan Burkhart conspiraram para matar várias pessoas osage por seus direitos de cabeça depois que Ernest se casou com Mollie Kyle, uma mulher osage.

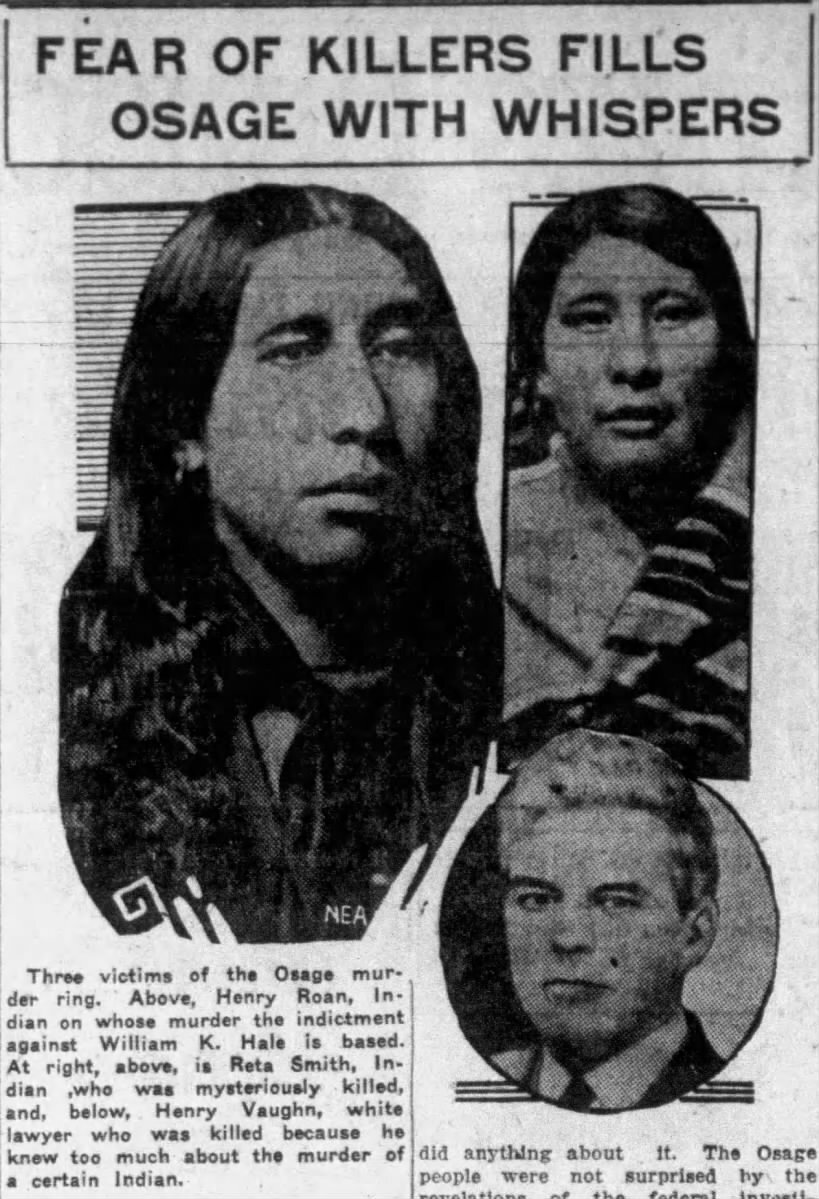
Ilustração de jornal de 1926 de Henry Roan, Rita Smith e William Vaughn

- Em 27 de maio de 1921, Hale contratou Kelsie Morrison para matar a irmã de Mollie, Anna Brown; seu corpo foi encontrado perto de uma ravina. Morrison mais tarde confessou o assassinato dizendo que Hale o contratou em troca do perdão de uma dívida de US$ 600 que Morrison devia. O patrimônio de Anna valia US$ 100.000 (US$ 2 milhões em 2022). Metade dos direitos de cabeça de Anna foram herdados por sua mãe, Lizzie Q, que morreu 60 dias depois. Seus outros herdeiros foram Mollie, Reta Smith e Grace Bigheart.[9][8]
- Um primo de Mollie, Charles Whitehorn, foi morto a tiros algumas semanas depois de Anna.[9][7]
- Aproximadamente dois meses após a morte de Anna, sua mãe, Lizzie Q, morreu em julho de 1921 em circunstâncias suspeitas (possivelmente envenenamento) na casa de Burkhart. Seu patrimônio valia US$ 250.000 (US$ 6 milhões em 2022).[9]
- No final de 1921, Joe Grayhorse, um osage, morreu imediatamente após um acordo de terras com Hale e foi encontrado perto de Pawhuska.[9]
- Em 26 de março de 1922, Anna Sanford morreu em circunstâncias misteriosas após se casar com Tom McCoy. Após a morte de Sanford, McCoy se casou com a sobrinha de Hale.[9]
- Em 1922, a irmã de Mollie, Minnie Kile, morreu em circunstâncias suspeitas. Ela era a esposa de WE Smith.[9]
- Em 15 de janeiro de 1923, outro primo de Mollie, Henry Roan, foi encontrado morto, seis quilômetros a noroeste de Fairfax, com um tiro na cabeça dentro de seu carro.[9] Hale tinha uma apólice de seguro de vida de US$ 25.000 para Roan (US$ 571 mil em 2022). Hale se referiu a Roan como um "bom amigo" e serviu como carregador do caixão em seu funeral.[9] Hale foi posteriormente condenado pelo assassinato de Roan.[8]
- Em 1923, George Bigheart foi levado para Oklahoma City para tratamento após beber uísque envenenado. Hale e Ernest levaram Bigheart ao hospital, onde ele pediu para ver seu advogado William Vaughn. Vaughn foi morto na faixa de domínio da ferrovia nos arredores de Pawhuska, Oklahoma, no dia seguinte, após consultar Bigheart. Bigheart também morreu mais tarde.[9]

Em 10 de março de 1923, Reta Smith (irmã de Mollie), seu marido (WE Smith) e uma governanta (Nettie Brookshire) foram mortos quando a casa dos Smith foi bombardeada; Mollie herdou os direitos de cabeça de Reta.
Mais tarde, Mollie apresentou sintomas de envenenamento. Ela adoeceu, mas logo descobriu que Burkhart a estava envenenando. Ela se mudou para Pawhuska após o bombardeio na casa de sua irmã e se recuperou totalmente. Mollie se divorciou de Ernest em 1926, e seus filhos herdaram a propriedade de Mollie. Suspeita-se que o plano completo de Hale envolveu os assassinatos não realizados de Mollie, Ernest e seus filhos, deixando a propriedade Kile-Burkhart exclusivamente para Hale.

### Prisão e condenação
Um mandado de prisão de Hale e Ernest foi emitido em 4 de janeiro de 1926, pelos assassinatos de Bill e Reta Smith. Ernest foi detido imediatamente, mas Hale não foi encontrado. De acordo com David Grann, Hale mais tarde se entregou vestindo "um terno perfeitamente passado, sapatos brilhantes, um chapéu de feltro e um sobretudo com seu distintivo da loja maçônica cravejado de diamantes preso na lapela". Hale manteve sua inocência, então os agentes federais se concentraram em interrogar Ernest; ele quebrou e apresentou provas do estado depois de ser confrontado com o fora-da-lei Blackie Thompson (que estava sob custódia do estado por assassinar um policial) disposto a testemunhar que Ernest tentou contratá-lo para cometer os assassinatos. Quando confrontado com o testemunho de Ernest, Hale manteve sua inocência.

### Teste
Hale foi julgado ao lado de John Ramsey, um cúmplice nos assassinatos dos osage, em julho de 1926 pelo assassinato de Henry Roan no tribunal federal (depois que o caso da Suprema Corte Estados Unidos v. Ramsey (1926) considerou que os tribunais federais tinham jurisdição) em Guthrie, Oklahoma. Na época do primeiro julgamento, Ernest Burkhart havia sido condenado à prisão perpétua nos tribunais de Oklahoma. Enquanto seu tio foi enviado para a Penitenciária de Leavenworth, no Kansas, em outubro de 1929, após ser considerado culpado de assassinato, Burkhart foi enviado para a Penitenciária Estadual de Oklahoma, em McAlester, após ser considerado culpado em 21 de junho de 1926.

## Vida e morte posteriores

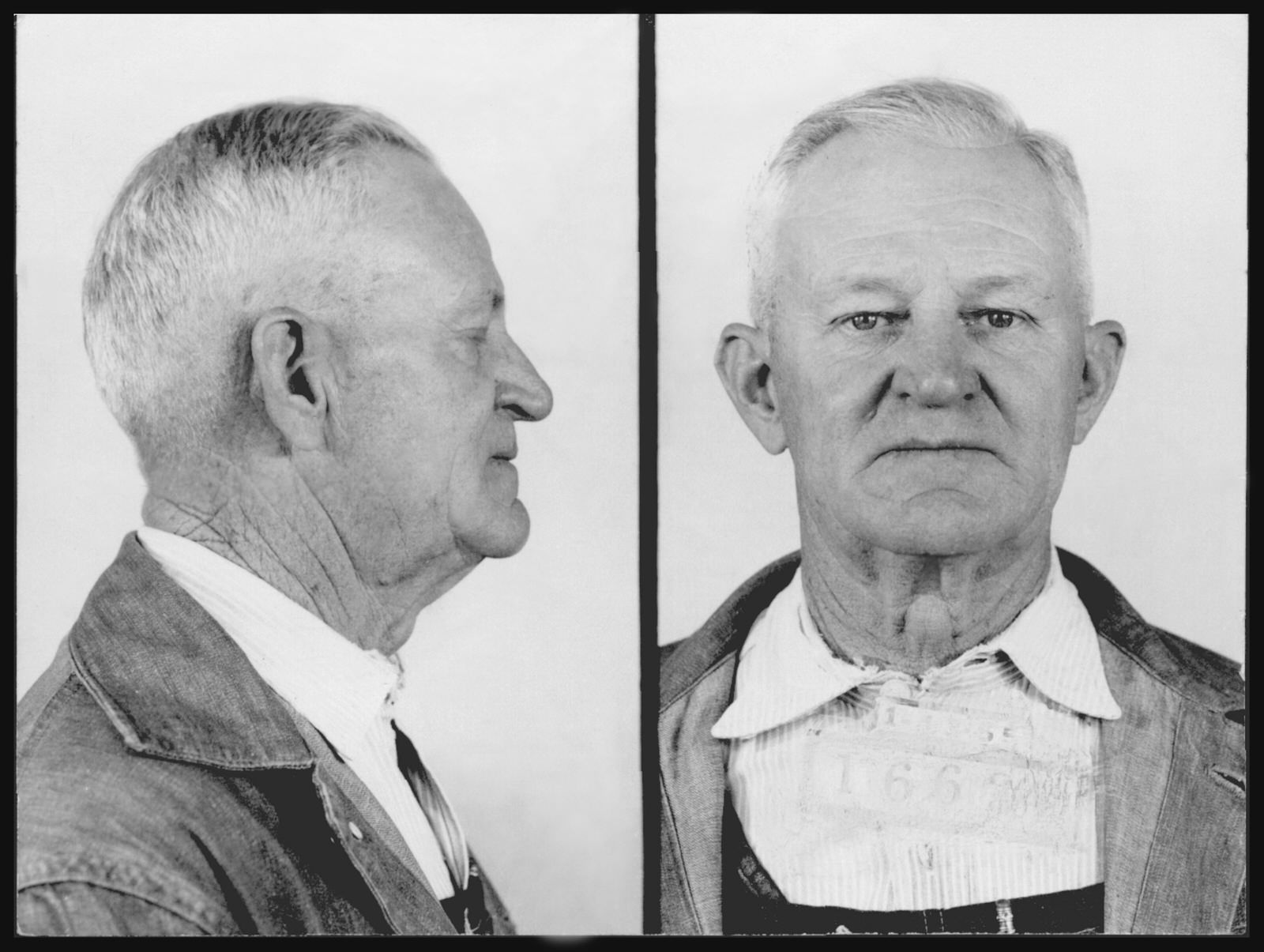
Ernest Burkhart em 1959

Ernest Burkhart foi libertado em liberdade condicional em 1937, após cumprir 11 anos. Apenas três anos depois, ele roubou a casa de sua ex-cunhada com uma mulher chamada Clara Mae Goad, levando US$ 7.000. Eles foram rapidamente presos e considerados culpados de acusações federais de roubo. Em 1940, Ernest foi condenado a sete anos de prisão e teve sua liberdade condicional revogada. Ele foi libertado em liberdade condicional mais uma vez em 1959, e mais tarde perdoado pelo governador de Oklahoma, Henry Bellmon, em 1965 ou 1966 pelos assassinatos dos oage, após uma decisão de 3-2 no Oklahoma Pardon and Parole Board.
Após sua libertação da prisão, Burkhart voltou para o condado de Osage para morar com seu irmão Bryan. Mais tarde, ele se mudou para Cleveland, Oklahoma, vivendo em um trailer "infestado de ratos". Burkhart morreu aos 94 anos em 1º de dezembro de 1986 em Cleveland, Oklahoma. Seu testamento afirmava que ele queria ser cremado, e suas cinzas espalhadas pelas Colinas Osage . Em vez disso, seu filho James "jogou-o sobre uma ponte".
No filme Killers of the Flower Moon, de 2023, dirigido por Martin Scorsese, Burkhart foi interpretado pelo ator Leonardo DiCaprio.